# Silnice II/172
Silnice II/172 je silnice II. třídy, která vede z Katovic do Strašína. Je dlouhá 21,3 km. Prochází dvěma kraji a dvěma okresy.

## Vedení silnice

### Jihočeský kraj, okres Strakonice
- Katovice (křiž. I/22, III/1721)
- Novosedly (křiž. III/1729)
- Štěchovice (křiž. III/17210)
- Volenice (křiž. III/1709, III/17212)

### Plzeňský kraj, okres Klatovy
- Frymburk (křiž. III/17217)
- Damětice
- Mačice (křiž. III/17124)
- Soběšice (křiž. III/17219, III/17220)
- Strašín (křiž. II/171)